# Iniziativa per la Rinascita del Movimento Abolizionista
L'IRA o IRA-Mauritania (acronimo di Initiative for the Resurgence of the Abolitionist Movement, «Iniziativa per la rinascita del movimento abolizionista») è un gruppo anti-schiavitù mauritano fondato e guidato da Biram Dah Abeid. 

## Contesto storico
In Mauritania si stima che vi siano ad oggi tra i 140.000 ed i 600.000 schiavi. Il gruppo conta una «rete di novemila attivisti», secondo il giornalista Alexis Okeowo.
Il gruppo è stato fondato nel 2008 e viene definito da Abeid come «un'organizzazione di lotta popolare». Il gruppo ha organizzato sit-in davanti al ministero della giustizia, scioperi della fame, e marce attraverso città e paesi di tutta la Mauritania. Il gruppo combatte anche contro la giustificazione religiosa della schiavitù.